# Alionoctula
Alionoctula is een geslacht van vleermuizen uit de familie der gladneuzen (Vespertilionidae). De wetenschappelijke naam van het geslacht werd in 2018 gepubliceerd door Kruskop, Solovyeva & Kaznadzey.

## Soorten
De soorten in dit geslacht werden tot 2025 tot het geslacht Pipistrellus gerekend. De volgende 19 soorten worden tot het geslacht gerekend:
- Alionoctula abramus
- Alionoctula adamsi
- Alionoctula angulata
- Alionoctula babu
- Alionoctula ceylonica
- Alionoctula collina
- Alionoctula coromandra
- Alionoctula dhofarensis
- Alionoctula endoi
- Alionoctula javanica
- Alionoctula minahassae
- Alionoctula murrayi
- Alionoctula papuana
- Alionoctula paterculus
- Alionoctula stenoptera
- Alionoctula sturdeei
- Alionoctula tenuis
- Alionoctula wattsi
- Alionoctula westralis